# Zlobko
Zlobko je priimek več znanih Slovencev:
- Branko Zlobko (*1958), policist in politik
- Martin Zlobko, ravnatelj Bogoslovnega semenišča
- Mojca Zlobko Vajgl (*1967), harfistka
- Niko Zlobko (1940-2021), kitarist in klarinetist; umetniški vodja, kitarist, aranžer in glavna strokovna gonilna sila Ansambla Lojzeta Slaka
- Stanislav Zlobko (1947-2021), častnik SV, veteeran, učitelj
- Tomaž Zlobko, saksofonist, skladatelj, aranžer, dirigent